# Sébastien Le Prestre de Vauban
Sébastien Le Prestre, Marquês de Vauban, também conhecido por Vauban (Saint-Léger-Vauban, 15 de maio de 1633 – Paris, 30 de março de 1707) foi um arquiteto militar francês, introdutor do chamado estilo Vauban de fortificação. Especialista em poliorcética, diz-se que deu à França uma impenetrável cintura de aço. Foi nomeado Marechal de França por Luís XIV.
Juntamente com Colbert, Controlador-geral das Finanças, e Louvois, Ministro da Guerra, Vauban foi um dos principais conselheiros de Luís XIV, contribuindo decisivamente para que a França se tornasse um grande Estado moderno, o mais avançado da Europa daquela época, o que permitiu a Luís XIV embarcar numa política de expansionismo e consolidação de seu poder real e diplomático.

## Biografia
Sébastien Le Prestre nasceu em Saint-Léger-de-Foucherets (hoje Saint-Léger-Vauban), na região de Morvan, e foi baptizado a 15 de Maio de 1633. Em 1651, ao 17 anos, incorporou-se como cadete às tropas de Condé, na época revoltadas contra o rei. Perdoado, aos 22 anos de idade torna-se engenheiro militar de fortificações. Nestas funções, aperfeiçoa as técnicas defensivas e obtém importantes conhecimentos sobre a interacção entre as estruturas defensivas, nomeadamente entre a sua forma e estruturas arquitectónica, e a eficácia dos cercos e sortidas. Com esses conhecimentos aperfeiçoa a arquitectura das cortinas de defesa das fortalezas. Dirige pessoalmente a defesa de várias cidadelas, entre as quais a de Lille em 1667, a de Maastricht em 1673 e a de Philippsburg em 1688.
Foi a vitória de Maastricht que levou o rei a oferecer-lhe uma substancial dotação, que lhe permitiu adquirir o Château de Bazoches em 1675, e a nomeá-lo Comissário das Fortificações em 1678. Na sequência de uma desinteligência com o rei, motivada pelas suas opiniões sobre política fiscal, caiu em desgraça e faleceu em Paris a 30 de Março de 1707, vítima de uma infecção pulmonar.
Durante este meio século de trabalho sem interrupção, conduziu aproximadamente cinqüenta assédios e desenhou as plantas de cerca de uma centena de fortificações e instalações portuárias.
O seu corpo está sepultado na igreja de Bazoches-du-Morvan e o seu coração está conservado no Hôtel des Invalides de Paris.
No total, Vauban construiu ou ampliou mais de 160 fortalezas, criando, através das tecnologias defensivas que introduziu, um estilo de fortificação que é, muito justamente, conhecido por estilo Vauban.

## Seu sistema de ataque
Adotado com pouquíssimas variações durante o século XVIII, o sistema de ataque de Vauban era um processo muito vagaroso e formalizado. Os atacantes reuniam seus homens e meios materiais num ponto situado além do alcance dos fogos da fortaleza que se desejava assediar. Nesse ponto, os sapadores começavam a cavar uma trincheira que se deslocava lentamente em direção à praça forte. Depois que ela tinha progredido por uma certa distância, era aberta perpendicularmente uma profunda trincheira, paralela à linha do futuro ataque.
Essa vala — chamada de primeira paralela — era mobiliada com homens e equipamento, para constituir uma 'place d'armes'. A partir dela, a trincheira de aproximação progredia novamente, ziguezagueando à medida que se aproximava da fortaleza. Após uma certa distância, era construída a segunda paralela, e a trincheira avançava de novo, até que uma terceira e normalmente última paralela fosse construída a uma curta distância do sopé do talude (glacis). Mais uma vez, a trincheira prosseguia, com os sapadores regulando a progressão de forma a atingir o sopé do talude ao mesmo tempo que se completava a ocupação da terceira paralela.
A arriscada tarefa de avançar sobre o talude, com exposição ao fogo de enfiada do inimigo instalado em seu caminho protegido, era executada com o auxílio de estruturas temporárias chamadas 'cavaliers de tranchées', que eram aterros elevados, dotados de parapeitos, dos quais os sitiantes tinham condições de atirar sobre os defensores do caminho protegido. Esta linha de defesa exterior podia ser eliminada, submetendo os defensores aos efeitos de um bombardeio de ricochete, ou destacando os granadeiros para tomar a posição de assalto, com o apoio de fogo de proteção partido dos 'cavaliers'. Uma vez conquistado o caminho protegido, baterias de sítio eram instaladas e fazia-se um esforço para romper as defesas principais.
O aspecto principal do sistema de sítio de Vauban era o emprego de fortificações temporárias - trincheiras e aterros — para proteger a progressão da tropa. Suas paralelas foram experimentadas pela primeira vez no sítio de Maastricht, em 1673, e os 'cavaliers de tranchées' no sítio do Luxemburgo, em 1684. O sistema aperfeiçoado foi descrito em pormenores em seu 'Traité des sieges', escrito para o Duque de Borgonha em 1705.

## Obras mais conhecidas

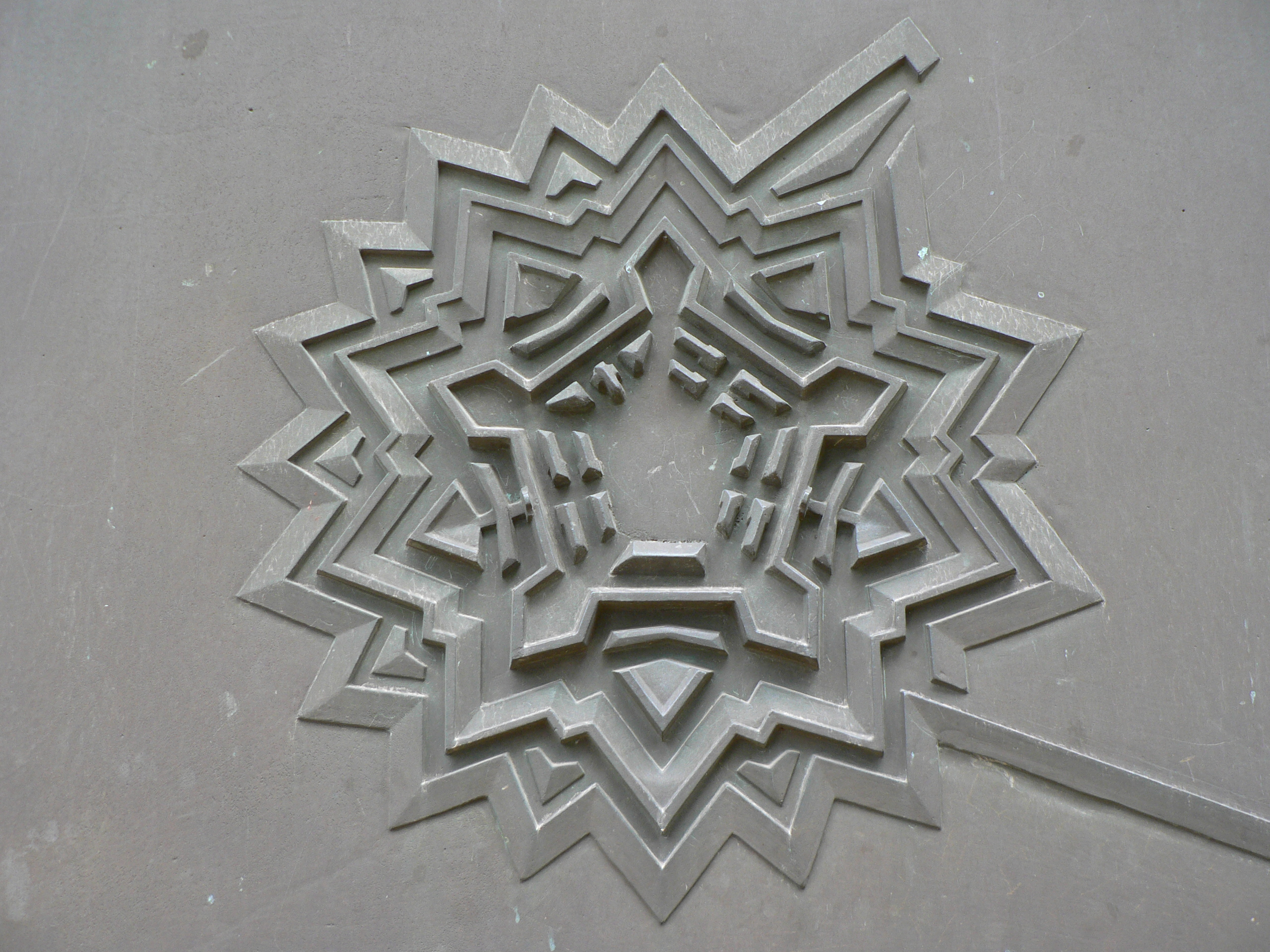
Estrela de Vauban na cidadela de Lille.

- 1673, fortificação das muralhas de cintura da fortaleza de Sierck-les-Bains.
- 1687, Cidadela de Belfort
- Forte do antigo castelo de Briançon
- Fort des Salettes de Briançon
- Fort des Têtes de Briançon
- Fort Carré d'Antibes
- Cidadela de Bitche
- 1668-1670 Cidadela de Lille
- 1668, Fort Bellegarde do desfiladeiro de Perthus
- 1674-1687, Cidadela de Besançon
- 1679, Cidadela de Longwy
- 1679, Cidadela de Mont-Louis
- 1679, Fort Miradoux de Collioure
- 1680, Fort Saint-Elme de Collioure
- 1681, Fort Liberia de Villefranche-de-Conflent
- 1681-1685, Fortificação da cidade fronteiriça de Huningue
- 1683, Fort des Bains d'Amélie-les-Bains-Palalda)
- 1686, Fort Lagarde de Prats-de-Molló
- 1689, Cidadela de Blaye
- 1693, Cidadela de Mont-Dauphin nos Hautes-Alpes
- Castelo de Brest
- 1699-1702, Fortificação de Neuf-Brisach

## Atividade civil
Vauban interessou-se pela demografia e pela previsão econométrica. Concebeu formulários para o censo da população e publicou uma obra intitulada La cochonnerie ou calcul estimatif pour connaître jusqu'où peut aller la production d'une truie pendant dix années de temps.
Vauban interessou-se igualmente pela reforma dos impostos e publicou uma obra intitulada La dîme royale (1707), na qual propõe substituir os impostos existentes por um imposto único de 10% sobre todos os rendimentos (a dízima), sem excepção para as classes privilegiadas. Esta publicação foi a causa principal de ter caído em desgraça na corte e perante o seu real patrono.

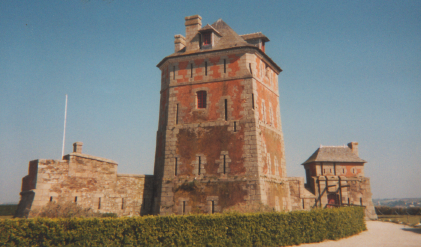
Torre Vauban em Camaret

## Maquetas
As maquetas de planeamento realizadas a partir do reinado de Luís XIV estão guardadas no Hôtel des Invalides, em Paris, onde 28 de entre elas estão em exposição. Uma parte da colecção (16), após uma longa polémica, está em exposição no Palais des Beaux-Arts de Lille. Vauban trabalhou pessoalmente na maior parte dos projectos apresentados. As maquetas permitem uma excelente percepção dos trabalhos realizados e da virtualidade defensiva dos projectos face a diversos tipos de ataque.